# Lassina Diabaté
Lassina Diabaté (ur. 16 września 1974 w Bouaké) – piłkarz pochodzący z Wybrzeża Kości Słoniowej, występujący jako pomocnik.

## Kariera klubowa
Diabaté karierę rozpoczynał w sezonie 1992/1993 w rezerwach zespołu Olympique Alès, grających w piątej lidze. W 1993 roku przeszedł do drugoligowego FC Bourges, z którym w sezonie 1993/1994 spadł do trzeciej ligi. W 1995 roku wrócił do drugiej ligi, zostając graczem klubu FC Perpignan. Z kolei w 1997 roku przeszedł do pierwszoligowego Girondins Bordeaux. W Division 1 zadebiutował 5 września 1997 w przegranym 1:4 meczu z Bastią, a 8 października 1997 w wygranym 3:0 spotkaniu z RC Lens strzelił swojego pierwszego gola w tych rozgrywkach. W sezonie 1997/1998 osiągnął z zespołem finał Pucharu Ligi Francuskiej, zaś w następnym zdobył z nim mistrzostwo Francji. W sezonie 1999/2000 rozegrał 12 spotkań w Lidze Mistrzów, zakończonej przez Bordeaux na II fazie grupowej.
W 2001 roku odszedł do także pierwszoligowego AJ Auxerre i spędził tam sezon 2001/2002. Następnie był graczem angielskiego Portsmouth F.C. z Division One, w którym również występował przez jeden sezon. W kolejnych latach reprezentował barwy zespołów Ajaccio AC, Sint-Truidense VV, Lausanne Sports oraz CS Louhans-Cuiseaux. W 2009 roku zakończył karierę.

## Statystyki
| Sezon   | Klub                | Kraj       | Rozgrywki              | Mecze | Bramki |
| ------- | ------------------- | ---------- | ---------------------- | ----- | ------ |
| 1993/94 | FC Bourges          | Francja    | Division 2             | ?     | ?      |
| 1994/95 | FC Bourges          | Francja    | Championnat National   | ?     | ?      |
| 1995/96 | Perpignan Canet FC  | Francja    | Division 2             | 24    | 0      |
| 1996/97 | Perpignan Canet FC  | Francja    | Division 2             | 26    | 1      |
| 1997/98 | Girondins Bordeaux  | Francja    | Division 1             | 21    | 1      |
| 1998/99 | Girondins Bordeaux  | Francja    | Division 1             | 30    | 1      |
| 1999/00 | Girondins Bordeaux  | Francja    | Division 1             | 24    | 0      |
| 2000/01 | Girondins Bordeaux  | Francja    | Division 1             | 16    | 0      |
| 2001/02 | AJ Auxerre          | Francja    | Division 1             | 23    | 0      |
| 2002/03 | Portsmouth          | Anglia     | Division One           | 25    | 0      |
| 2003/04 | AC Ajaccio          | Francja    | Ligue 1                | 13    | 0      |
| 2004/05 | Sint-Truidense VV   | Belgia     | Eerste Klasse          | 20    | 0      |
| 2005/06 | Lausanne-Sports     | Szwajcaria | Swiss Challenge League | 14    | 0      |
| 2007/08 | CS Louhans-Cuiseaux | Francja    | Championnat National   | 14    | 0      |
| 2008/09 | CS Louhans-Cuiseaux | Francja    | Championnat National   | 32    | 0      |